# Porta Nuova (Gerusalemme)
La Porta Nuova (in arabo باب الجديد‎? Bāb ij-Jdïd, in ebraico השער החדש‎? HaSha'ar HeChadash) è l'entrata più moderna alla Città Vecchia di Gerusalemme. Fu costruita nel 1889 per collegare il quartiere cristiano con i nuovi quartieri esterni alla città vecchia. La porta è situata nel punto più alto delle mura, a 790 m sopra il livello del mare.

## Storia

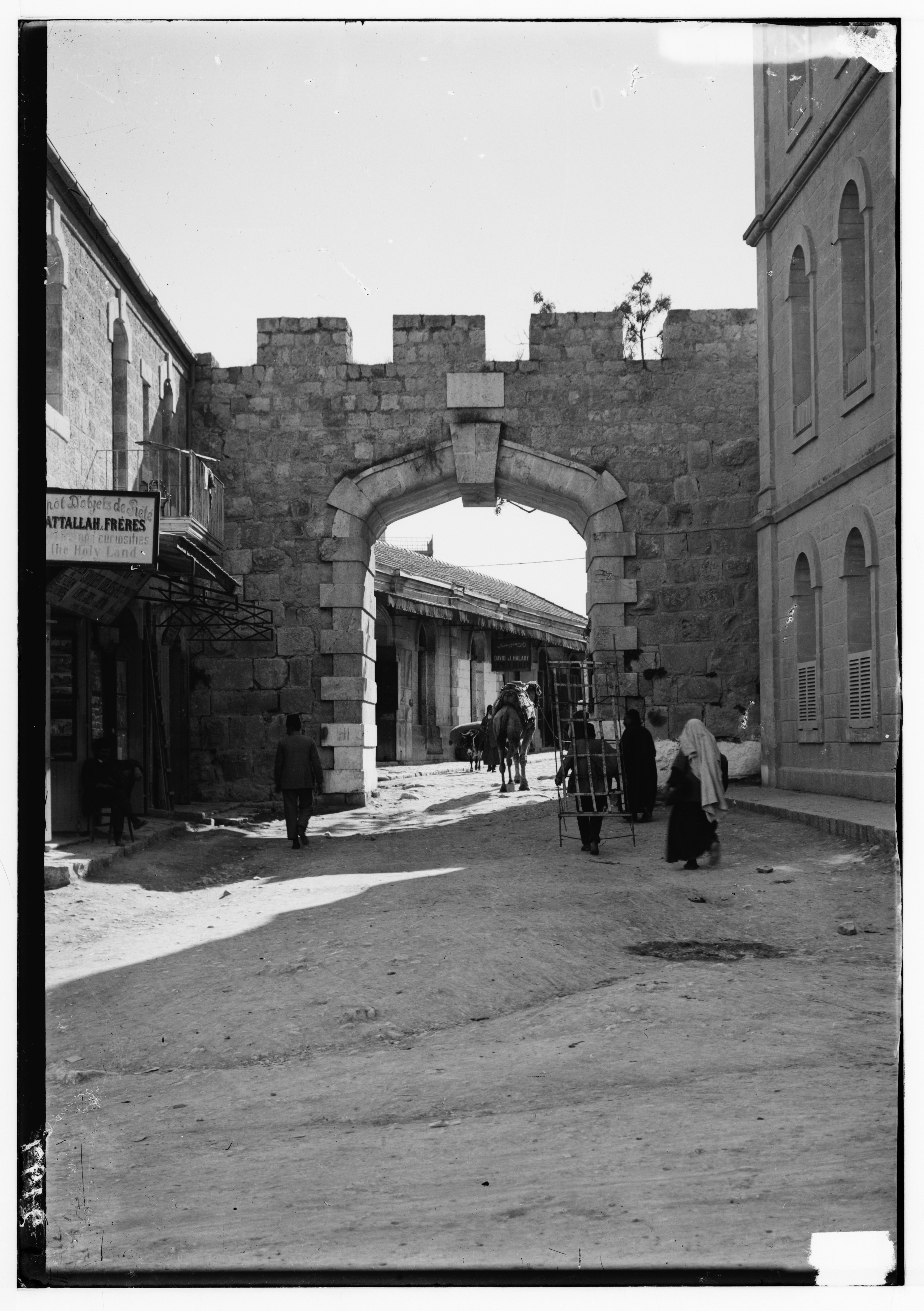
Porta nuova pochi anni dopo la costruzione

Fino all'epoca crociata non ci sono testimonianze riguardanti le porte della Città Vecchia. I crociati, dopo la conquista della città nel 1099 aprirono una piccola entrata chiamata Porta di San Lazzaro utilizzata dai soldati di stanza presso la Torre di Tancredi e dai Cavalieri di San Lazzaro acquartierati poco distanti. Si pensa che durante i combattimenti per la conquista della città fosse stata aperta una breccia nel muro successivamente convertita in una porta.
La porta crociata potrebbe essere stata murata dopo la cattura della città da parte di Saladino, nel 1187 perché non era adatta allo stile di fortificazioni utilizzata dagli ottomani al tempo. La porta fu definitivamente eliminata durante la costruzione del muro da parte di Solimano il Magnifico nel 1537-1541.

### La costruzione della porta attuale
L'attuale Porta Nuova fu costruita su richiesta del console francese, al sultano Abdul Hamid II nel 1889, per permettere l'accesso alla città vecchia dall'ospizio di Notre Dame, edificato nel 1886, e per permettere ai pellegrini russi ortodossi che vivevano nel quartiere russo, fuori dalle mura, un accesso diretto alla Basilica del Santo Sepolcro nel quartiere cristiano.

### Primi del novecento
Durante la prima guerra mondiale il quartier generale di Roshen Bey, il generale delle truppe ottomane di stanza a Gerusalemme, era situato presso l'ospizio di Notre Dame di fronte a Porta Nuova.
Durante gli anni 20 e 30, Porta Nuova divenne l'accesso più vicino alla città nuova di Gerusalemme. Al quel tempo, Porta Nuova, come tutte le altre porte, possedeva un portone di ferro che veniva gestito dalla polizia e chiuso quando necessario. Dal 1946 fino all'indipendenza, l'amministrazione britannica creò una zona di sicurezza tra Porta Nuova e Jaffa Road, chiamata Bevingrad da Ernest Bevin, per limitare alle attività terroristiche di arabi e ebrei.

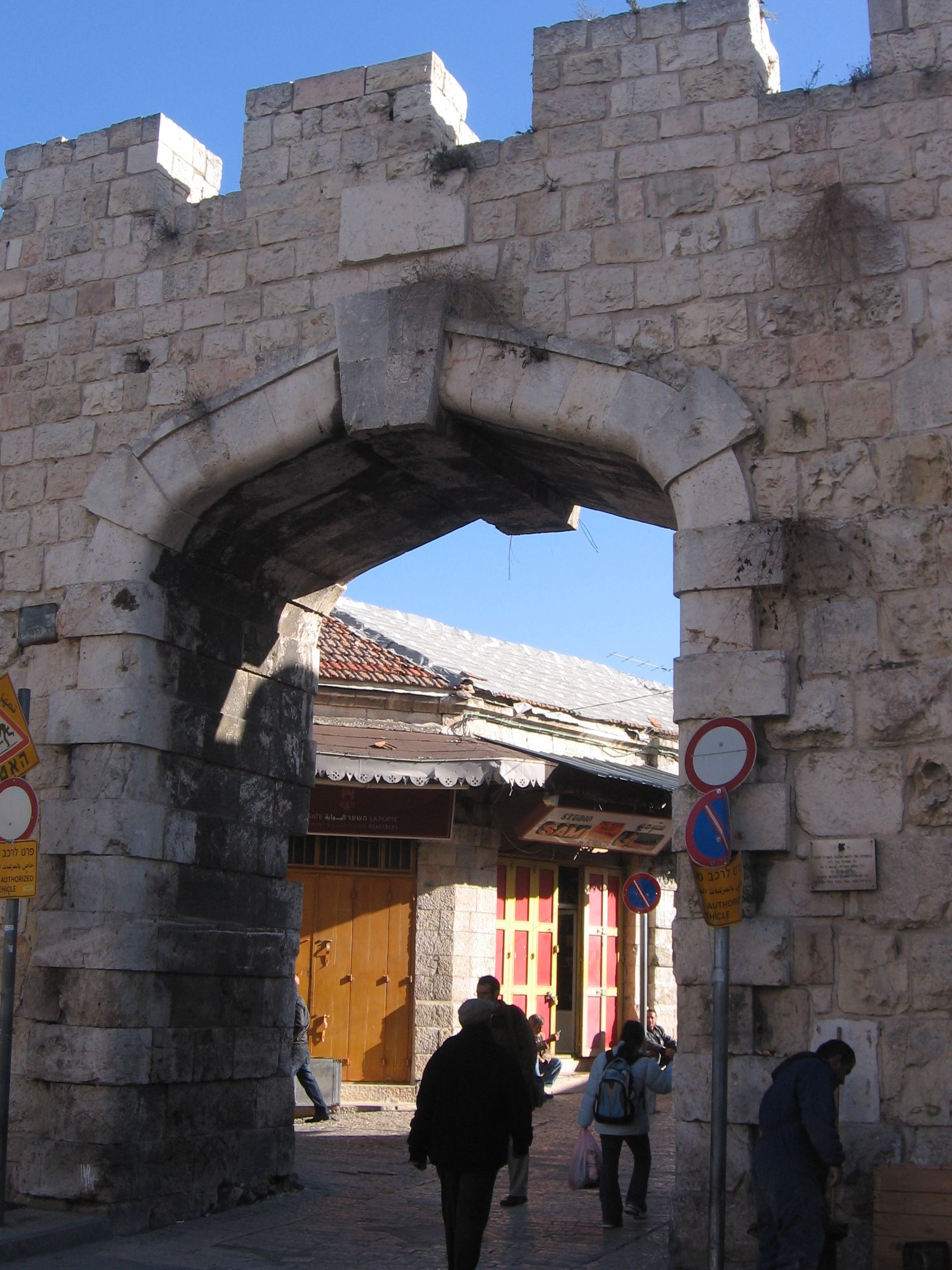
Porta Nuova nel 2009

### La guerra arabo-israeliana

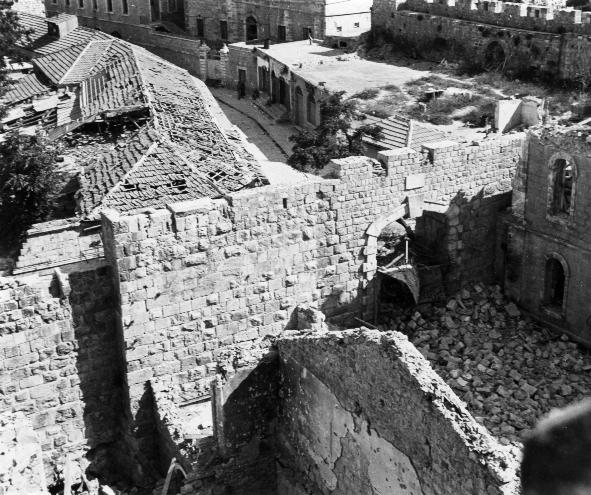
Porta Nuova durante la battaglia per Gerusalemme nel 1948

Durante la Guerra arabo-israeliana del 1948, l'Haganah comandata da David Shaltiel fallì l'incursione nella città vecchia, difesa dalle forze arabe rinforzate da una compagnia della Legione araba durante l'Operazione Kedem.
Il 16 luglio David Ben Gurion informò Shaltiel che il cessate il fuoco sarebbe stato imposto il giorno seguente poco prima delle 6. Quest'ultimo decise di concentrarsi sulla conquista della città vecchia (Operazione Kedem) portando un duplice assalto: presso la Porta di Sion a sud e presso Porta Nuova a nord.
Entrambi gli attacchi avrebbero fatto uso di un potente ordigno chiamato Conus per fare breccia nelle mura. Nella zona di Porta Nuova era di stanza l'Irgun comandata da Yehuda Lapidot, il quale decise all'ultimo momento di non avvalersi del Conus ma di utilizzare armi convenzionali. Ciononostante, un colpo vangante centrò il carro che trasportava il potente ordigno provocando un'enorme esplosione.
Verso mezzanotte cominciò il bombardamento da parte dell'artiglieria che terminò tre ore dopo. Tre battaglioni Irgun furono mandati immediatamente all'attacco di Porta Nuova e riuscirono a penetrare all'interno della città vecchia. Contemporaneamente, presso la Porta di Sion fu fatto detonare il Conus, che non riuscì ad abbattere le mura né a creare alcun tipo di breccia.
Lapidot inizialmente, avuto notizia del fallito attacco a sud, rifiutò di ritirarsi ma poi, costretto dalla situazione disperata, riportò le proprie truppe presso l'ospizio di Notre Dame, appena fuori dalla porta. Poco prima delle sei fu dichiarato il cessate il fuoco; l'operazione Kedem era fallita.
Dopo la guerra l'amministrazione giordana decise di murare la porta, che fu riaperta dall'esercito israeliano nel 1967 a seguito della Guerra dei sei giorni.

### Giorni nostri
La porta è sotto la supervisione dell'autorità Israeliana per le antichità. Gli edifici circostanti sono per la maggior parte proprietà della delegazione apostolica in Gerusalemme e Palestina e della Custodia di Terra Santa, che ha la sua sede nel vicino convento di San Salvatore.

## Nomi
Porta Nuova era il nome utilizzato dall'amministrazione ottomana. Veniva anche chiamato Bab es Sultan Abd ul Hamid in onore del sultano Abdul Hamid II che ne decise la costruzione. Non deve essere confusa con la porta nuova del Secondo Tempio citata nel Libro di Geremia 26:10; 36:10.

## Curiosità
Contrariamente alle credenze popolari, il kaiser Guglielmo II durante la sua visita a Gerusalemme del 1898 non entrò in città dalla Porta Nuova, ma attraverso un buco nel muro fatto appositamente perché non dovesse scendere dalla carrozza.